# Drumohar Peak
Der Drumohar Peak (englisch; bulgarisch връх Друмохар wrach Drumochar) ist ein 553 m hoher und vereister Berg auf der Astrolabe-Insel in der Bransfieldstraße nordwestlich der Trinity-Halbinsel des Grahamlands auf der Antarktischen Halbinsel. Er ragt 3,15 km ostnordöstlich des Raduil Point und 1,9 km nordnordwestlich des Rogach Peak auf.
Deutsche und britische Wissenschaftler kartierten ihn 1996 gemeinsam. Die bulgarische Kommission für Antarktische Geographische Namen benannte ihn 2010 nach der Ortschaft Drumochar im Westen Bulgariens.